# Synegia
Synegia is een geslacht van vlinders van de familie spanners (Geometridae), uit de onderfamilie Ennominae.

## Soorten
- S. albibasis Warren, 1906
- S. angusta Prout, 1924
- S. assimilis West, 1929
- S. asymbates Prout, 1932
- S. botydaria Guenée, 1858
- S. camptogrammaria Guenée, 1858
- S. clathrata Warren, 1906
- S. conflagrata Hampson, 1912
- S. decolorata Warren, 1903
- S. echmatica Prout, 1929
- S. erythra Hampson, 1891
- S. esther Butler, 1881
- S. estherodes Sato, 1990
- S. eumeleata Walker, 1861
- S. frenaria Guenée, 1858
- S. fulvata Warren, 1906
- S. hadassa Butler, 1878
- S. hormosticta Prout, 1925
- S. ichinosawana Matsumura, 1925
- S. imitaria Walker, 1861
- S. inconspicua Butler, 1881
- S. limitata Warren, 1897
- S. limitatoides Inoue, 1982
- S. lineata Swinhoe, 1902
- S. luteolata Snellen, 1880
- S. maculosata Warren, 1896
- S. masuii Sato, 1990
- S. medionubis Prout, 1925
- S. medioxima Prout, 1928
- S. nephelotis Prout, 1929
- S. nigrellata Warren, 1906

- S. nigritibiata West, 1929
- S. obliquifasciata Wehrli, 1986
- S. ocellata Warren, 1894
- S. ohtsukai Sato, 1990
- S. omissa Warren, 1894
- S. orsinephes Prout, 1928
- S. pallens Inoue, 1982
- S. phaiotaeniata Wehrli, 1936
- S. polynesia Prout, 1916
- S. potenza Holloway, 1976
- S. prospera Prout, 1929
- S. punctinervis Holloway, 1976
- S. purpurascens Warren, 1894
- S. saturata West, 1929
- S. semipectinata Prout, 1916
- S. subomissa Wehrli, 1939
- S. tertia West, 1929
- S. transgrisea Holloway, 1976
- S. varians Warren, 1894